# Жизель Итие
Жизе́ль Ити́е (исп. Gisele Itié, род. 3 октября 1982, Мехико, Мексика) — бразильская актриса.

## Биография
Жизель Итие родилась в Мехико, Мексика, в семье мексиканца и бразильянки. После землетрясения, произошедшего в Мехико в 1985 году, семья Жизель переехала в Бразилию, где она начала свою карьеру в качестве актрисы в теленовеллах. В 2010 вышел фильм Сильвестра Сталлоне «Неудержимые» с её участием, в котором задействованы звёзды первой величины.

## Личная жизнь
1 февраля 2014 года вышла замуж за актёра Эмилио Дантаса. В 2015 году они развелись. С 2015 по 2020 год состояла в отношениях с актёром Гильерме Винтером, от которого в 2020 году родила сына.

## Фильмография
- 2015/16 — Десять заповедей (телесериал) — Сепфора
- 2012 — Маски (телесериал) (Mascaras) — Ману
- 2010 — Неудержимые — Сандра
- 2008 — Mais Uma História No Rio — Мишель Ферраз
- 2008 — Шкафы и Флюкс (сериал) (Casos e Acasos) — Кристина
- 2007 — O Mistério da Estrada de Sintra (O Mistério da Estrada de Sintra) — Кармен Пуэбла
- 2006 — Пророк (телесериал) (O Profeta)  — Сабина
- 2006 — Большой конфуз (сериал) (Pé na Jaca) — Далила
- 2006 — Подавляющие (сериал) (Avassaladoras) — A Série — Силвинья
- 2004 — Талисман (сериал) (Começar de Novo) — Жулия
- 2002—2003 — Земля любви, земля надежды (сериал) (Esperança) — Эулалия
- 2001 — Семья Майя (сериал) (Os Maias) — Лола